# La Puntilla (La Rioja)
La Puntilla es una pequeña localidad en el departamento Chilecito, provincia de La Rioja, Argentina.
Se encuentra a 2 km de la ciudad de Chilecito, en dirección noroeste entre la RP 14 y el río Los Duraznos.
Una edificación importante de la zona, es la Capilla de la Virgen de la Merced, de muros de adobe, techo hacia dos aguas y una estructura de algarrobo, fue erigida a comienzos del siglo XIX.
También se encuentra el Museo de cactus y suculentas Jardín Botánico Chirau Mita.

## Geografía

### Población
La localidad está incluida dentro del aglomerado urbano de la ciudad de Chilecito, cuya población total asciende a 33,724 habitantes (Indec, 2010).

### Sismicidad
La sismicidad de la región de La Rioja es frecuente y de intensidad baja, y un silencio sísmico de terremotos medios a graves cada 30 años en áreas aleatorias. Sus últimas expresiones se produjeron:
- 12 de abril de 1899 (125 años), a las 16.10 UTC-3 con 6,4 Richter; como en toda localidad sísmica, aún con un silencio sísmico corto, se olvida la historia de otros movimientos sísmicos regionales (terremoto de La Rioja de 1899)
- 24 de octubre de 1957 (67 años), a las 22.07 UTC-3 con 6,0 Richter (terremoto de Villa Castelli de 1957): además de la gravedad física del fenómeno se unió el olvido de la población a estos eventos recurrentes
- 28 de mayo de 2002 (22 años), a las 0.03 UTC-3, con 6,0 escala Richter (terremoto de La Rioja de 2002)[1]